# Emma Rommel
Emilia ”Emma” Charlotta Rommel, född Becker, den 7 juni 1863 i Stockholm, död den 14 september 1938 i Täby församling i Stockholms län, var en svensk operasångare och skådespelare.

## Biografi
Rommel växte upp i Stockholm och var dotter till fanjunkare Becker, som emigrerade till Amerika, och hans hustru Augusta Vilhelmina, född Lindqvist.
Hon scendebuterade omkring 1877 på Mindre teatern, där hon hade engagemang fram till 1881. Därefter 1881–1882 hos Mauritz Ludvig Fröberg, 1882–1884 hos August Lindberg, 1884–1886 hos Albert Ranft, 1886–1888 hos Thérèse Elffors, 1888–1889 hos Frithiof Carlberg, 1889–1891 vid Svenska Teatern i Helsingfors, 1891–1894 åter hos Mauritz Fröberg, 1894–1895 hos Hjalmar Selander, 1895–1903 hos Albert Ranft, 1903–1907 hos Lavén och Axel Engdahl, 1907–1908 hos Axel Hultman, 1909–1914 åter hos Axel Engdahl varefter hon hade tillfälliga engagemang.
Hon var första gången gift 1881 till 1902 med skådespelaren John Wahlbom (1858–1906) och andra gången 1907 med ingenjören Fredrik Rommel (1865–1931). Hon var mor till skådespelarna Nils Wahlbom (1886–1937) och Tora Wahlbom (1888–1944), gift med Einar Fröberg.
Rommel är begravd i Rommelska familjegraven på Östra kyrkogården i Varberg.

## Filmografi
- 1918 – Spöket på Junkershus
- 1923 – Närkingarna

## Teater

### Roller (ej komplett)
| År   | Roll            | Produktion                                   | Regi          | Teater           |
| ---- | --------------- | -------------------------------------------- | ------------- | ---------------- |
| 1905 | Medverkande     | Bluff, revy Emil Norlander                   | John Liander  | Kristallsalongen |
| 1911 | Fru Pillerström | Krigarlif, revy Emil Norlander               | Justus Hagman | Kristallsalongen |
| 1911 |                 | Pippi, revy Otto Hellkvist och Oscar Hemberg |               | Kristallsalongen |